# Oak Bluffs
Oak Bluffs es un pueblo ubicado en el condado de Dukes en el estado estadounidense de Massachusetts, en la isla de Martha's Vineyard. En el Censo de 2010 tenía una población de 4.527 habitantes y una densidad poblacional de 67,44 personas por km².

## Geografía
Oak Bluffs se encuentra ubicado en las coordenadas 41°27′26″N 70°33′22″O / 41.45722, -70.55611. Según la Oficina del Censo de los Estados Unidos, Oak Bluffs tiene una superficie total de 67.12 km², de la cual 18.93 km² corresponden a tierra firme y (71.8%) 48.19 km² es agua.

## Demografía
Según el censo de 2010, había 4.527 personas residiendo en Oak Bluffs. La densidad de población era de 67,44 hab./km². De los 4.527 habitantes, Oak Bluffs estaba compuesto por el 84.12% blancos, el 4.86% eran afroamericanos, el 0.97% eran amerindios, el 1.15% eran asiáticos, el 0.11% eran isleños del Pacífico, el 3.93% eran de otras razas y el 4.86% pertenecían a dos o más razas. Del total de la población el 2.43% eran hispanos o latinos de cualquier raza.